# Озеро Седых
Озеро Седых — озеро на юго-востоке Сахалина. Расположено на территории села Охотское Корсаковского городского округа Сахалинской области. Находится на полуострове Боян между озёрами Изменчивое и Тунайча. С запада к озеру Седых прилегает гора Императорская.
На берегу озера археологами обнаружены стоянки древнего человека.